# Lopeti Aisea
Lopeti Aisea (Estados Unidos, 31 de diciembre de 1996) es un jugador profesional estadounidense de rugby que se desempeña en la posición de centro interior en Utah Warriors, equipo perteneciente a la liga Major League Rugby.

## Carrera
En 2021, Aisea se unió al equipo Seattle Seawolves (2021-2023), después pasó a Utah Warriors, disputando su tercera temporada en la Major League Rugby. También fue parte de la Selección sub-17 de rugby de Estados Unidos.